# Professor Rosarius
Professor Rosarius is een personage uit de stripreeks van Jerom. Ook komt hij voor in een verhaal van Suske en Wiske.
Professor Rosarius is een collega van professor Barabas. Ze werken samen aan meerdere onderzoeken en uitvindingen die zich voornamelijk richten op bestrijding van armoede en honger. Professor Rosarius is niet altijd opgewassen tegen een aanbod om zelf rijk en machtig te worden.

## Uiterlijk
Professor Rosarius draagt een witte laboratoriumjas en heeft een grote witte baard. Hij heeft, net als zijn collega professor Barabas, een kaal hoofd. Hij draagt een donkere bril, zodat het onmogelijk is om zijn ogen te zien.

## Rol in de verhalen
De professor maakt zijn debuut in Het groene eiland (1964). Hij werkt hier samen met professor Barabas en de professoren doen een uitvinding waarmee gewassen duizend keer groter worden dan normaal. Hiermee willen ze de wereld verlossen van honger. Rosarius wil de uitvinding echter verkopen aan de hoogste bieder onder het mom 'zaken zijn zaken'. Aan het eind van het verhaal toont hij berouw.
In De stad onder water (1965) onderzoekt professor Barabas het leven onder water in een door hem gebouwde metalen stad voor de kust van Soedan. De professor ziet oneindig veel mogelijkheden met de rijkdom in de zee, zo is er bijvoorbeeld veel voedsel te vinden om de honger te bestrijden. Professor Rosarius lijkt hem te willen dwarsbomen, maar later blijkt dat hij juist wilde helpen. Rosarius is door de lokale bevolking gewaarschuwd voor een gevaar in het koraalrif en dankzij hem ontsnappen professor Barabas en zijn personeel aan een ramp. De beide professoren besluiten dan gezamenlijk het onderzoek voort te zetten.
In Compo, de reus (1966) doet Rosarius onderzoek op de hoogvlaktes in Peru, maar wordt ziek. Hij vraagt professor Barabas zijn onderzoek voort te zetten, want hij is op het spoor gekomen van een reus. De reus blijkt te slapen in de sneeuw boven op een berg en wordt wakker gemaakt door Jerom. De reus blijkt, net als de plaatselijke bevolking, honger te hebben. De vrienden zetten zich in om de grootgrondbezitter Don Monidas beter te laten zorgen voor de bevolking. De reus valt weer in slaap als hij heeft gegeten.
Ook in De fruitdieven (1977) speelt professor Rosarius een rol. Hij is boos dat voedseloverschotten vernietigd worden, terwijl er honger op de wereld is. Daarom heeft hij met vliegende straalmachines fruit verzameld en dit met gestolen Vikingschepen naar Afrika laten vervoeren.
In Mummies op Morotari (1978) heeft hij enkele mummies opgegraven in Egypte en brengt deze naar de Morotari-burcht. De sarcofagen blijken echter omgewisseld en boeven proberen het geld te stelen dat Morotari voor UNICEF heeft ingezameld. Jerom kan dit voorkomen en zorgt ervoor dat Rosarius de echte mummies weer in handen krijgt.
In Suske en Wiske maakte hij zijn eerste optreden in album De kaduke klonen (2005). Hij werkt samen met professor Barabas aan een fotokloneerapparaat waarmee hij levende wezens kan reproduceren. Tegen de wil van professor Barabas kloont Rosarius mensen en dit zorgt voor grote problemen. Samen met Krimson wil Rosarius de macht over de wereld en dreigt de wereldleiders met Jerom-klonen als ze niet aan zijn eisen voldoen.